# Comic strip – Képtelen képregény
A Képtelen képregény (másik címváltozatában Comic Strip – Képtelen képregény) (Chasing Amy) az amerikai író-rendező Kevin Smith 1997-ben forgatott filmje. A főbb szerepekben Ben Affleck, Jason Lee és Joey Lauren Adams láthatók. A film története szerint egy képregényrajzoló férfi szerelmes lesz egy leszbikus nőbe, amivel legjobb barátja nem ért egyet. Ráadásul kiderülnek számára olyan dolgok, amelyek elbizonytalanítják a kapcsolatot illetően.
A film a harmadik a View Askewniverse világában, melyet Kevin Smith teremtett, és amelyben filmjeinek szereplői léteznek. Smith elmondása szerint a filmhez Guinevere Turner filmje, a Csalimadarak szolgáltatta az inspirációt. Ennek egyik jelenetében az egyik leszbikus karakter elképzeli, ahogy a barátai úgy ítélkeznek felette, hogy le kell feküdnie egy férfival. A rendező ebben az időben a női főszerepet alakító Adams-szel randevúzott, ami szintén nyomot hagyott a filmen.
A film többnyire pozitív kritikákat kapott, sokat dicsérték a humorát, a színészi játékot és a színészvezetést. Az 1998-as Independent Spirit Awards-on két díjat is nyert (Kevin Smith a legjobb forgatókönyv, Jason Lee pedig a legjobb mellékszereplő kategóriában). A filmen szereplő karakterek később más Smith-filmekben is felbukkannak, mint a 2001-es Jay és Néma Bob visszavág, vagy a 2019-es Jay és Néma Bob Reboot. Utóbbiban egy rövid szál folytatja a film cselekményét.

## Történet

Joey Lauren Adams mint Alyssa

Holden McNeil és Banky Edwards képregény-rajzolók és legjobb barátok, a Bunkóman és Gyökér (Bluntman and Chronic) megalkotói, figuráikat a filmben is feltűnő két füves naplopó Jayről és Néma Bobról mintázták. A történet egy New York-i képregény fesztiválon kezdődik, ahol megismerkednek az ugyancsak képregényeket készítő, csinos Alyssa Jones-szal. Holden érdeklődni kezd a lány iránt, azonban hamar kiderül, hogy az leszbikus. Ennek ellenére sok időt töltenek együtt, és jóbarátok lesznek. Holden aztán nem bírja magában tartani érzéseit, amin Alyssa először feldühödik, de aztán hirtelen ő is megvallja sajátjait, és együtt töltik az éjszakát, majd romantikus kapcsolat alakul ki köztük.
Ez az új kapcsolat felszültséget kelt Holden és Banky között, Banky ugyanis nehezményezi, hogy egy nő áll közéjük a barátságuk rovására. Ezért nyomozni kezd, és rájön sötét titkokra Alyssa múltjából. Elmondja Holdennek, hogy Alyssának már volt része édeshármasban két férfival, és ekkor ragadt rá az „Ujjbilincs” (Finger Cuffs) gúnynév. Holden megrökönyödik ennek hallatán, mert úgy érezte mindeddig, hogy ő volt az első férfi Alyssa életében. Mikor egy hokimeccsre mennek, bátortalanul próbálja arra terelni a szót, hogy ő maga vallja meg neki, hogy ez tényleg megtörtént, mire a lány mindenki füle hallatára elkiáltja magát, hogy valóban volt része ilyesmiben. Vita alakul ki köztük, amelyben Alyssa könnyek között mondja el Holdennek, hogy fiatal korában valóban volt számos kísérletezgetése szexuális téren, de nem fog ezek miatt bocsánatot kérni, mert az már régen volt. Holden ezt nem fogadja el, kiábrándultan és dühösen hagyja őt faképnél.
Ebédidőben egy kifőzdében ül, ahol összetalálkozik Jay-jel és Néma Bobbal. Néma Bob tőle szokatlan módon hosszan és összefüggően mesél, amikor meghallja Holden sirámait. Elmondja, hogy neki is volt része egy hasonló élményben, egy Amy nevű lánnyal. Annak ellenére szakított Amyvel, hogy a lány szerette őt (és ő is a lányt), mert megtudta, hogy a múltban része volt egy édeshármasban, és ez neki erkölcsileg megbocsáthatatlan volt. De amikor rájött, hogy milyen ostobaságot követett el, már késő volt, és azután minden napja azzal telt, hogy "Amyt üldözte".
Néma Bob sztorijától megvilágosodva Holden úgy dönt, egyszerre hozza rendbe kapcsolatát Bankyvel és Alyssával. Mindkettejüket áthívja magához, és először közli Alyssával, hogy átgondolta a dolgokat, túlteszi magát a múlton és a fiúja szeretne maradni. Ugyanakkor azt is közli Bankyvel, hogy arra is rájött, hogy Banky titokban szerelmes belé. Ezután előáll a megoldással a viszonyuk rendezésére: mindannyiuknak részt kell venniük egy édeshármasban. A megdöbbent Banky először tiltakozik, majd belemenne, de Alyssa felháborodottan elmondja neki, hogy ez miért rossz ötlet és miért nem fogja megmenteni a kapcsolatukat. Mielőtt távozna, közli vele, hogy örökké szeretni fogja, de "nem lesz a kurvája". Ezután Banky is lelép anélkül, hogy egy szót is szólna.
A cselekmény egy évvel később folytatódik New York-ban, ahol Banky és Alyssa is bemutatják saját önálló képregényeiket. Ekkor derül ki, hogy Holden és Banky útjai már jóval korábban szétváltak, a Bunkóman és Gyökér jogai pedig Holdennél maradtak. Váratlanul megjelenik Holden, és csak gesztusokkal kommunikálnak egymás felé, hogy örülnek a viszontlátásnak. Holden ekkor Alyssához lép, és átadja neki legújabb, limitált képregényét, az "Amy üldözését", amelyben feldolgozza érzéseit és bocsánatot kér Alyssától. Miután váltottak egymással pár érzelmes mondatot, Holden elmegy, majd megérkezik Alyssa új leszbikus barátnője, és megkérdezi, ki volt ez az előbb, mire Alyssa azt feleli: csak egy ismerőse.

## Szereplők
| Színész           | Szereplő      | magyar hang (1998)   | magyar hang (2012) |
| ----------------- | ------------- | -------------------- | ------------------ |
| Ben Affleck       | Holden McNeil | Németh Kristóf       | Széles Tamás       |
| Jason Lee         | Banky Edwards | Alföldi Róbert       | Seszták Szabolcs   |
| Casey Affleck     | kis kölyök    | Welker Gábor         | Baráth István      |
| Dwight Ewell      | Hooper X      | Kálid Artúr          | Dányi Krisztián    |
| Joey Lauren Adams | Alyssa Jones  | Majsai-Nyilas Tünde  | Zakariás Éva       |
| Brian O'Halloran  | Jim Hicks     | Sótonyi Gábor        |                    |
| Matt Damon        | Shawn Oran    | Janovics Sándor      |                    |
| Ethan Suplee      | rajongó       | Janovics Sándor      |                    |
| Jason Mewes       | Jay           | Bozsó Péter          | Jakab Márk         |
| Kevin Smith       | Néma Bob      | Galambos Péter       | Czető Roland       |
| Scott Mosier      | gyűjtő        | Csík Csaba Krisztián |                    |

A filmhez két magyar szinkron is készült, az első a mozis bemutatóval egy időben, 1998-ban, a második 2012-ben a Digi Kft. által, televíziós bemutatóra.
A film magyar címe szokatlan, ugyanis az eredeti angol címben egyáltalán nem szerepelt a "Comic Strip" kifejezés, tehát tulajdonképpen kitaláltak neki egy angol címet.

## DVD-megjelenés
A film speciális kiadása, 5.1-es hanggal, és anamorf szélesvásznú képpel jelent meg. Az extrák között kimaradt jelenetek, bővített jelenetek, rendezői kommentár, valamint filmelőzetes található. Érdekesség, hogy Kevin Smith becsmérlő megjegyzést tesz a kommentárja elején a DVD-re. Ez azért van így, mert 1998-ban még javában dúlt a háború a lézerlemez és a DVD hívei között. Kevin Smith pedig lézerlemezen szerette volna megjelentetni a filmet. A későbbi kiadásokban a megjegyzést átalakították: Smith bocsánatot kért érte és barátját, Jason Mewes-t tette meg értelmi szerzőnek.
Ennek a filmnek nem készült tizedik évfordulós kiadása.

## Fogadtatás
A Képtelen képregény a Kevin Smith-filmek közül a kritikusok által a legjobbnak tartott lett, a Rotten Tomatoes 91%-ot adott rá. Ben Affleck és Jason Lee karrierjén szintén nagyot lendített a főszerep. A 250 ezer dollárból készített film közel 12 milliót hozott a konyhára.